# Pedicularis fetisowii
Pedicularis fetisowii là loài thực vật có hoa thuộc họ Cỏ chổi. Loài này được Regel mô tả khoa học đầu tiên năm 1880.